# Michail Južnyj
Michail Michajlovič Južnyj (rusky Михаил Михайлович Южный, * 25. června 1982) je bývalý profesionální ruský tenista.
Južnyj vyhrál 10 turnajů ATP World Tour ve dvouhře a 9 ve čtyřhře. Jeho největším úspěchem je postup do semifinále na grandslamovém turnaji US Open v letech 2006 a 2010.

## Finálové účasti na turnajích ATP World Tour (23)

### Dvouhra – výhry (10)
| Legenda                                                       |
| ATP International Series Gold / ATP World Tour 500 Series (2) |
| ATP International Series / ATP World Tour 250 Series (8)      |

| Č.  | Datum             | Turnaj                 | Povrch      | Soupeř ve finále | Výsledek                |
| 1.  | 21. červenec 2002 | Stuttgart, Německo     | antuka      | Guillermo Cañas  | 6-3, 3-6, 3-6, 6-4, 6-4 |
| 2.  | 31. říjen 2004    | Petrohrad, Rusko       | koberec (h) | Karol Beck       | 6-2, 6-2                |
| 3.  | 25. únor 2007     | Rotterdam, Nizozemsko  | tvrdý (h)   | Ivan Ljubičić    | 6-2, 6-4                |
| 4.  | 6. leden 2008     | Čennaj, Indie          | tvrdý       | Rafael Nadal     | 6-0, 6-1                |
| 5.  | 25. říjen 2009    | Moskva, Rusko          | tvrdý (h)   | Janko Tipsarević | 6-7(5), 6-0, 6-4        |
| 6.  | 9. květen 2010    | Mnichov, Německo       | antuka      | Marin Čilić      | 6-3, 4-6, 6-4           |
| 7.  | 3. říjen 2010     | Kuala Lumpur, Malajsie | tvrdý (h)   | Andrej Golubjev  | 6-7(7), 6-2, 7-6(3)     |
| 8.  | 5. únor 2012      | Záhřeb, Chorvatsko     | tvrdý (h)   | Lukáš Lacko      | 6-2, 6-3                |
| 9.  | 28. červenec 2013 | Gstaad, Švýcarsko      | antuka      | Robin Haase      | 6–3, 6–4                |
| 10. | 27. říjen 2013    | Valencie, Španělsko    | tvrdý (h)   | David Ferrer     | 6–3, 7–5                |

### Dvouhra – prohry (11)
| Legenda                                                       |
| ATP International Series Gold / ATP World Tour 500 Series (5) |
| ATP International Series / ATP World Tour 250 Series (6)      |

| Č.  | Datum            | Turnaj                         | Povrch    | Vítěz                 | Výsledek           |
| 1.  | 27. říjen 2002   | Petrohrad, Rusko               | tvrdý (h) | Sébastien Grosjean    | 7-5, 6-4           |
| 2.  | 19. říjen 2004   | Peking, Čína                   | tvrdý     | Marat Safin           | 7-6(4), 7-5        |
| 3.  | 4. březen 2007   | Dubaj, Spojené arabské emiráty | tvrdý     | Roger Federer         | 6-4, 6-3           |
| 4.  | 6. květen 2007   | Mnichov, Německo               | antuka    | Philipp Kohlschreiber | 2-6, 6-3, 6-4      |
| 5.  | 10. květen 2009  | Mnichov, Německo               | antuka    | Tomáš Berdych         | 6-4, 4-6, 7-6(5)   |
| 6.  | 11. říjen 2009   | Tokio, Japonsko                | tvrdý     | Jo-Wilfried Tsonga    | 6-3, 6-3           |
| 7.  | 8. listopad 2009 | Valencie, Španělsko            | tvrdý (h) | Andy Murray           | 6-3, 6-2           |
| 8.  | 14. únor 2010    | Rotterdam, Nizozemí            | tvrdý (h) | Robin Söderling       | 6-4, 2-0 skreč     |
| 9.  | 28. únor, 2010   | Dubaj, SAE                     | tvrdý     | Novak Djoković        | 7-5, 5-7, 6-3      |
| 10. | 31. říjen, 2010  | Petrohrad, Rusko               | tvrdý     | Michail Kukuškin      | 6-3, 7-6(2)        |
| 11. | 13. červen, 2013 | Halle, Německo                 | tráva     | Roger Federer         | 6–7(5–7), 6–4, 6–3 |

### Čtyřhra – výhry (9)
| Legenda                                                       |
| ATP International Series Gold / ATP World Tour 500 Series (2) |
| ATP International Series / ATP World Tour 250 Series (7)      |

| Č. | Datum           | Turnaj                     | Povrch      | Partner               | Soupeři ve finále               | Výsledek         |
| 1. | 16. říjen 2005  | Moskva, Rusko              | koberec (h) | Max Mirnyj            | Igor Andrejev Nikolaj Davyděnko | 6-1, 6-1         |
| 2. | 7. leden 2007   | Dauhá, Katar               | tvrdý       | Nenad Zimonjić        | Martin Damm Leander Paes        | 6-1, 7-6(3)      |
| 3. | 6. květen 2007  | Mnichov, Německo           | antuka      | Philipp Kohlschreiber | Jan Hájek Jaroslav Levinský     | 6-1, 6-4         |
| 4. | 15. červen 2008 | Halle, Německo             | tráva       | Mischa Zverev         | Lukáš Dlouhý Leander Paes       | 3-6, 6-4, 10-3   |
| 5. | 5. říjen 2008   | Tokio, Japonsko            | tvrdý       | Mischa Zverev         | Lukáš Dlouhý Leander Paes       | 6-3, 6-4         |
| 6. | 14. červen 2009 | Londýn, Spojené království | tráva       | Wesley Moodie         | Marcelo Melo André Sá           | 6-4, 4-6, 10-6   |
| 7. | 13. červen 2010 | Halle, Německo             | tráva       | Serhij Stachovskyj    | Martin Damm Filip Polášek       | 4–6, 7–5, [10–7] |
| 8. | 26. únor 2011   | Dubaj, SAE                 | tvrdý       | Serhij Stachovskyj    | Jérémy Chardy Feliciano López   | 4–6, 6–3, [10–3] |
| 9. | 5. únor 2012    | Záhřeb, Chorvatsko         | tvrdý (h)   | Marcos Baghdatis      | Ivan Dodig Mate Pavić           | 6–2, 6–2         |

### Čtyřhra - prohry (3)
| Legenda                                                       |
| ATP International Series Gold / ATP World Tour 500 Series (1) |
| ATP International Series / ATP World Tour 250 Series (2)      |

| Č. | Datum         | Turnaj                | Povrch    | Partner               | Vítězové                       | Výsledek       |
| 1. | 9. leden 2005 | Dauhá, Katar          | tvrdý     | Andrei Pavel          | Albert Costa Rafael Nadal      | 6-3, 4-6, 6-3  |
| 2. | 18. září 2005 | Peking, Čína          | tvrdý     | Dmitrij Tursunov      | Justin Gimelstob Nathan Healey | 4-6, 6-3, 6-2  |
| 3. | 24. únor 2008 | Rotterdam, Nizozemsko | tvrdý (h) | Philipp Kohlschreiber | Dmitrij Tursunov Tomáš Berdych | 7-5, 3-6, 10-7 |

## Davisův pohár
Michail Južnyj se zúčastnil 38 zápasů v Davisově poháru  za tým Ruska s bilancí 15-11 ve dvouhře a 6-6 ve čtyřhře.

## Postavení na žebříčku ATP na konci sezóny

### Dvouhra
| Rok    | 1998  | 1999   | 2000   | 2001  | 2002  | 2003  | 2004  | 2005  | 2006  | 2007  | 2008  | 2009  | 2010  | 2011  | 2012  | 2013  |
| Pořadí | 1105. | ▲ 328. | ▲ 113. | ▲ 58. | ▲ 32. | ▼ 43. | ▲ 16. | ▼ 44. | ▲ 24. | ▲ 19. | ▼ 33. | ▲ 19. | ▲ 10. | ▼ 35. | ▲ 25. | ▲ 15. |

### Čtyřhra
| Rok    | 1998  | 1999   | 2000   | 2001   | 2002   | 2003   | 2004   | 2005  | 2006  | 2007  | 2008  | 2009   | 2010  | 2011  | 2012   | 2013  |
| Pořadí | 1100. | ▲ 535. | ▲ 231. | ▼ 295. | ▲ 224. | ▲ 170. | ▲ 120. | ▲ 47. | ▼ 69. | ▼ 94. | ▲ 65. | ▼ 123. | ▲ 69. | ▲ 60. | ▼ 121. | ▲ 74. |